# Öradtjärnen (Äppelbo socken, Dalarna, 670344-140446)
Öradtjärnen är en sjö i Vansbro kommun i Dalarna och ingår i Dalälvens huvudavrinningsområde. Sjön har en area på 0,134 kvadratkilometer och ligger 358,2 meter över havet. Vid provfiske har abborre och gädda fångats i sjön.

## Delavrinningsområde
Öradtjärnen ingår i det delavrinningsområde (670596-140658) som SMHI kallar för Namn saknas. Medelhöjden är 310 meter över havet och ytan är 38,67 kvadratkilometer. Räknas de 392 avrinningsområdena uppströms in blir den ackumulerade arean 4 413,77 kvadratkilometer. Västerdalälven som avvattnar avrinningsområdet har biflödesordning 2, vilket innebär att vattnet flödar genom totalt 2 vattendrag innan det når havet efter 332 kilometer. Avrinningsområdet består mestadels av skog (68 procent) och öppen mark (12 procent). Avrinningsområdet har 1,37 kvadratkilometer vattenytor vilket ger det en sjöprocent på 3,5 procent. Bebyggelsen i området täcker en yta av 0,27 kvadratkilometer eller 1 procent av avrinningsområdet.